# نولبيرتو مولينا
نولبيرتو مولينا (بالإسبانية: Nolberto Molina)‏ هو لاعب كرة قدم ومدرب كرة قدم كولومبي في مركز الدفاع، ولد في 5 يناير 1953 في بالميرا، فالي ديل كاوكا ‏ في كولومبيا. شارك مع منتخب كولومبيا لكرة القدم. أما مع النوادي، فقد لعب مع أتلتيكو ناسيونال وأونس كالداس وإنديبندينتي ميديلين ونادي ميلوناريوس.

## وصلات خارجية
- نولبيرتو مولينا على موقع الاتحاد الدولي (مؤرشف)  (الإنجليزية)
- نولبيرتو مولينا على موقع قاعدة بيانات كرة القدم.إي يو (الإنجليزية)
- نولبيرتو مولينا على موقع ناشيونال فوتبول تيمز (الإنجليزية)